# Xenortholitha euthygramma
Xenortholitha euthygramma är en fjärilsart som beskrevs av Eugen Wehrli 1924. Xenortholitha euthygramma ingår i släktet Xenortholitha och familjen mätare. Inga underarter finns listade i Catalogue of Life.